# Raoul le Boucher

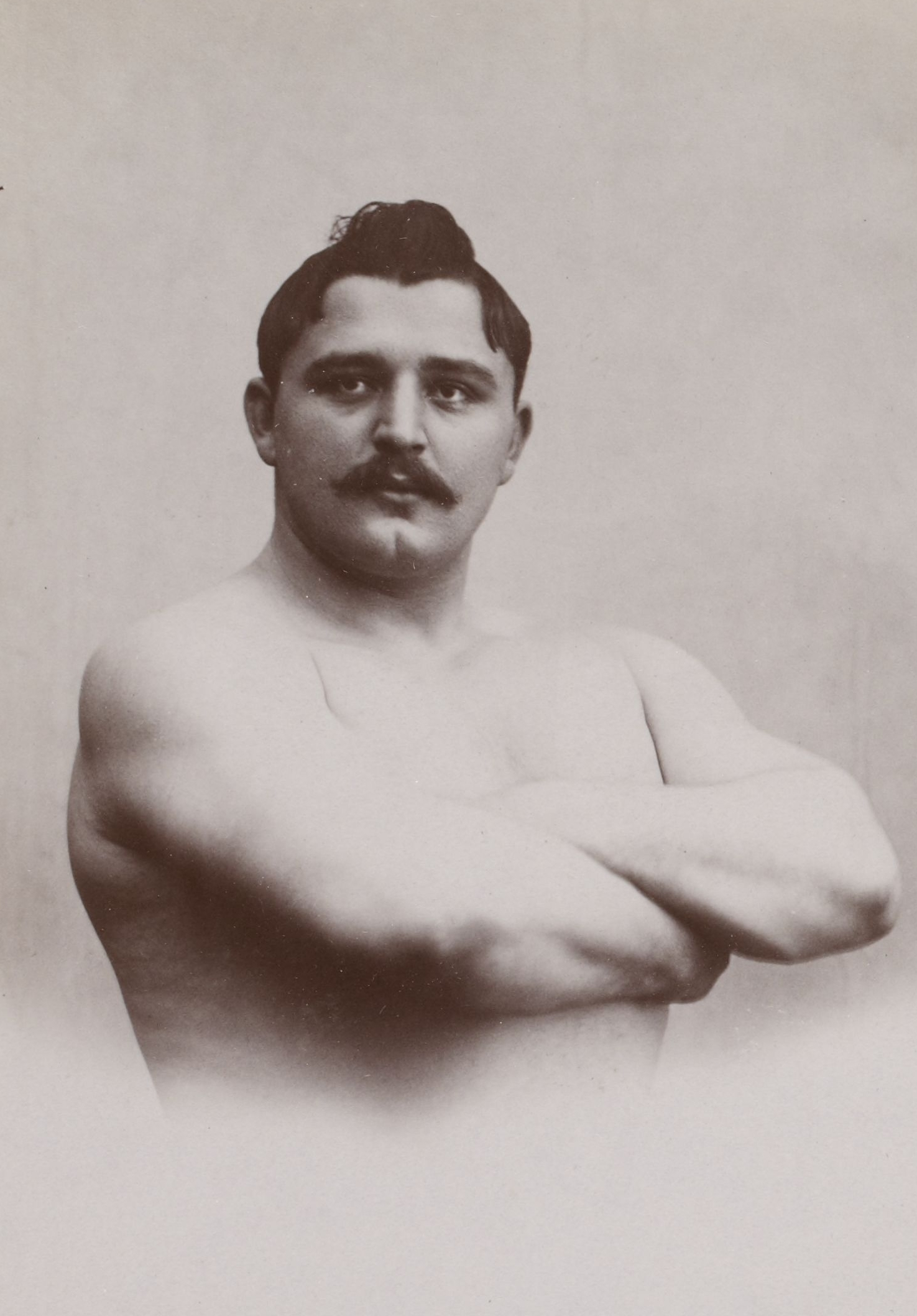
Raoul le Boucher (1904)

Raoul le Boucher, eigentlich Raoul Musson, (* 15. Januar 1883 in Châtillon-sur-Loire; † 13. Februar 1907 in Nizza) war ein französischer Ringer.

## Biographie
Raoul Musson wurde früh von seinen Eltern nach Paris geschickt, um dort eine Lehre in einem Schlachterbetrieb zu machen, den er später übernehmen sollte. Dort kam er in Kontakt mit Kollegen, die Kraftsport betrieben, und sein Talent für das Ringen wurde entdeckt. Im Alter von 13 Jahren wurde er Schüler von Paul Pons, dem ersten Ringerweltmeister im griechisch-römischen Stil im Jahre 1898. Nachdem er alle Amateure besiegt hatte, wurde er Profi und hatte als solcher mit 16 Jahren sein Debüt. Schnell entwickelte er sich zu einem der erfolgreichsten Ringer Frankreichs. Wegen „körperlicher Fehler“ wurde er vom Militärdienst zurückgestellt.
Mussons überlieferte Körpermaße waren 130 Kilogramm Gewicht bei 1,86 Meter Körpergröße. Daher trat er auf Anhieb in der Schwergewichtsklasse an. Sein erster großer Kampf fand bei den Weltmeisterschaften 1899 in Paris statt, die in zwei Gewichtsklassen ausgetragen wurden, bei denen Raoul sich jedoch nicht durchsetzen konnte. Als „Kampfname“ wurde le Boucher (der Schlachter) gewählt.
1901 hatte Raoul le Boucher seinen Durchbruch. Auf drei hochkarätig besetzten Turnieren wurde er Dritter, anschließend bestritt er Kämpfe im Ausland. Beim „Championnat von Moskau“ gewann er gegen Spitzenringer wie Michael Hitzler und Gabriel Lasartesse. Bei den Weltmeisterschaften im selben Jahr wurde er im Casino de Paris Vierter. Seine Karriere ging anschließend erfolgreich weiter: 1903 bestritt er mit dem dänischen Jess Pedersen das WM-Finale, erneut in Paris, verlor aber nach zwei Stunden und drei Minuten. Wiederholte Male kämpfte er auch gegen seinen Lehrer Pons, dem er allerdings meistens unterlag. Im Juli 1904 reiste er gemeinsam mit Paul Pons, Simon Antonitsch, Leon Dumont und Anastace Anglio nach Buenos Aires, um dort an Wettkämpfen teilzunehmen; bei Turnieren in Europa errang er weitere gute Platzierungen. Auch betätigte er sich als Radfahrer: So trat er am 1. Februar 1903 auf der Radrennbahn von Nizza in einem Match gegen den Läufer Botta an und war zudem „trotz seiner 128 Kilogramm“ ein „guter Gelegenheitsläufer“. Im Februar 1906 trat er als Ringer zurück, „vorläufig“, wie es hieß.
Während seiner kurzen Laufbahn hatte Raoul le Boucher offenbar sehr gut verdient. Auch hatte er laut dem Wiener Neuigkeits-Welt-Blatt eine reiche Amerikanerin geheiratet. Am 1. November 1906 war im Hamburger Fremdenblatt zu lesen: „Der bekannte französische Ringkämpfer Raoul le Boucher hat sich vorläufig zur Ruhe gesetzt und bei Maisons-Laffitte ein veritables Schloß erworben, daß von einem mehrere Kilometer großen Park eingeschlossen wird.“ Trotz seines angekündigten Rücktritts forderte Raoul den Weltmeister Iwan Poddubny zu einem Kampf heraus, zu dem es aber nicht mehr kam.
Im Winter 1906/07 hielt sich Raoul le Boucher für mehrere Monate an der Côte d’Azur auf, wo er in einem Hotel in Cap-d’Ail wohnte. Gemeinsam mit seinem Schwager unternahm er viele Ausflüge im offenen Automobil und wurde so zu einer bekannten Erscheinung in Nizza und Umgebung. Dabei zog er sich eine schwere Grippe zu; im Fieberwahn wollte er ständig aufstehen und den nächsten Ringkampf bestreiten. Seine Mutter und seine beiden Schwestern, per Telegramm informiert, kamen umgehend angereist. Es benötigte fünf starke Männer, um ihn in ein Auto zu tragen, das ihn in ein Krankenhaus brachte. Am 13. Februar 1907 (Mardi Gras) starb er im Alter von 24 Jahren in Nizza „in der Blüte seiner Jahre an einem tückischen Uebel“. Das Neuigkeits-Welt-Blatt vermeldete, die Todesursache sei Gehirnhautentzündung gewesen. Er wurde in Maisons-Laffitte begraben.  1911 wurde das Automobil des „so berühmt gewordenen Ringkämpfers“ in Paris zum Verkauf angeboten.